# Dolné Strháre
Dolné Strháre é um município da Eslováquia, situado no distrito de Veľký Krtíš, na região de Banská Bystrica. Tem 17,71 km² de área e sua população em 2018 foi estimada em 191 habitantes.

## Demografia
| Ano:        | 1994 | 2004 | 2014    | 2024   |
| ----------- | ---- | ---- | ------- | ------ |
| Broj ljudi: | 170  | 170  | 188     | 201    |
| Razlika:    |      | +0%  | +10,58% | +6,91% |

| Ano:               | 2023 | 2024   |
| ------------------ | ---- | ------ |
| Número de pessoas: | 206  | 201    |
| Diferença:         |      | -2,42% |